# (73686) Nussdorf
(73686) Nussdorf – planetoida z pasa głównego asteroid okrążająca Słońce w ciągu 4 lat i 46 dni w średniej odległości 2,57 j.a. Została odkryta 10 października 1990 roku w Obserwatorium Karla Schwarzschilda w Tautenburgu przez Freimuta Börngena i Lutza Schmadela. Nazwa planetoidy pochodzi od wioski Nussdorf, położonej w Palatynacie, znanej z obficie występujących drzew orzechowych, raz pierwszy wymienionej w roku 802. Przed jej nadaniem planetoida nosiła oznaczenie tymczasowe (73686) 1990 TV1. 